# Sadie Sandler
Sadie Sandler, född  6 maj 2006 i Los Angeles, är en amerikansk skådespelare. Hon är dotter till skådespelarna Jackie Sandler och Adam Sandler.
Sandler har bland annat medverkat i filmerna Hotell Transylvanien 2 från 2015, Hotell Transylvanien 3: En monstersemester från 2018, Leo och You Are So Not Invited To My Bat Mitzvah från 2023.

## Filmografi (i urval)
- 2015 – Hotell Transylvanien 2
- 2018 – Hotell Transylvanien 3: En monstersemester
- 2023 – You Are So Not Invited To My Bat Mitzvah
- 2023 – Leo